# Zugzwang
|   | a | b | c | d | e | f | g | h |   |
| 8 | d6 – Czarny król · b5 – Czarny pionek · d5 – Czarny pionek · f5 – Czarny pionek · b4 – Biały pionek · d4 – Biały król · f4 – Biały pionek · c3 – Biały pionek | d6 – Czarny król · b5 – Czarny pionek · d5 – Czarny pionek · f5 – Czarny pionek · b4 – Biały pionek · d4 – Biały król · f4 – Biały pionek · c3 – Biały pionek | d6 – Czarny król · b5 – Czarny pionek · d5 – Czarny pionek · f5 – Czarny pionek · b4 – Biały pionek · d4 – Biały król · f4 – Biały pionek · c3 – Biały pionek | d6 – Czarny król · b5 – Czarny pionek · d5 – Czarny pionek · f5 – Czarny pionek · b4 – Biały pionek · d4 – Biały król · f4 – Biały pionek · c3 – Biały pionek | d6 – Czarny król · b5 – Czarny pionek · d5 – Czarny pionek · f5 – Czarny pionek · b4 – Biały pionek · d4 – Biały król · f4 – Biały pionek · c3 – Biały pionek | d6 – Czarny król · b5 – Czarny pionek · d5 – Czarny pionek · f5 – Czarny pionek · b4 – Biały pionek · d4 – Biały król · f4 – Biały pionek · c3 – Biały pionek | d6 – Czarny król · b5 – Czarny pionek · d5 – Czarny pionek · f5 – Czarny pionek · b4 – Biały pionek · d4 – Biały król · f4 – Biały pionek · c3 – Biały pionek | d6 – Czarny król · b5 – Czarny pionek · d5 – Czarny pionek · f5 – Czarny pionek · b4 – Biały pionek · d4 – Biały król · f4 – Biały pionek · c3 – Biały pionek | 8 |
| 7 | d6 – Czarny król · b5 – Czarny pionek · d5 – Czarny pionek · f5 – Czarny pionek · b4 – Biały pionek · d4 – Biały król · f4 – Biały pionek · c3 – Biały pionek | d6 – Czarny król · b5 – Czarny pionek · d5 – Czarny pionek · f5 – Czarny pionek · b4 – Biały pionek · d4 – Biały król · f4 – Biały pionek · c3 – Biały pionek | d6 – Czarny król · b5 – Czarny pionek · d5 – Czarny pionek · f5 – Czarny pionek · b4 – Biały pionek · d4 – Biały król · f4 – Biały pionek · c3 – Biały pionek | d6 – Czarny król · b5 – Czarny pionek · d5 – Czarny pionek · f5 – Czarny pionek · b4 – Biały pionek · d4 – Biały król · f4 – Biały pionek · c3 – Biały pionek | d6 – Czarny król · b5 – Czarny pionek · d5 – Czarny pionek · f5 – Czarny pionek · b4 – Biały pionek · d4 – Biały król · f4 – Biały pionek · c3 – Biały pionek | d6 – Czarny król · b5 – Czarny pionek · d5 – Czarny pionek · f5 – Czarny pionek · b4 – Biały pionek · d4 – Biały król · f4 – Biały pionek · c3 – Biały pionek | d6 – Czarny król · b5 – Czarny pionek · d5 – Czarny pionek · f5 – Czarny pionek · b4 – Biały pionek · d4 – Biały król · f4 – Biały pionek · c3 – Biały pionek | d6 – Czarny król · b5 – Czarny pionek · d5 – Czarny pionek · f5 – Czarny pionek · b4 – Biały pionek · d4 – Biały król · f4 – Biały pionek · c3 – Biały pionek | 7 |
| 6 | d6 – Czarny król · b5 – Czarny pionek · d5 – Czarny pionek · f5 – Czarny pionek · b4 – Biały pionek · d4 – Biały król · f4 – Biały pionek · c3 – Biały pionek | d6 – Czarny król · b5 – Czarny pionek · d5 – Czarny pionek · f5 – Czarny pionek · b4 – Biały pionek · d4 – Biały król · f4 – Biały pionek · c3 – Biały pionek | d6 – Czarny król · b5 – Czarny pionek · d5 – Czarny pionek · f5 – Czarny pionek · b4 – Biały pionek · d4 – Biały król · f4 – Biały pionek · c3 – Biały pionek | d6 – Czarny król · b5 – Czarny pionek · d5 – Czarny pionek · f5 – Czarny pionek · b4 – Biały pionek · d4 – Biały król · f4 – Biały pionek · c3 – Biały pionek | d6 – Czarny król · b5 – Czarny pionek · d5 – Czarny pionek · f5 – Czarny pionek · b4 – Biały pionek · d4 – Biały król · f4 – Biały pionek · c3 – Biały pionek | d6 – Czarny król · b5 – Czarny pionek · d5 – Czarny pionek · f5 – Czarny pionek · b4 – Biały pionek · d4 – Biały król · f4 – Biały pionek · c3 – Biały pionek | d6 – Czarny król · b5 – Czarny pionek · d5 – Czarny pionek · f5 – Czarny pionek · b4 – Biały pionek · d4 – Biały król · f4 – Biały pionek · c3 – Biały pionek | d6 – Czarny król · b5 – Czarny pionek · d5 – Czarny pionek · f5 – Czarny pionek · b4 – Biały pionek · d4 – Biały król · f4 – Biały pionek · c3 – Biały pionek | 6 |
| 5 | d6 – Czarny król · b5 – Czarny pionek · d5 – Czarny pionek · f5 – Czarny pionek · b4 – Biały pionek · d4 – Biały król · f4 – Biały pionek · c3 – Biały pionek | d6 – Czarny król · b5 – Czarny pionek · d5 – Czarny pionek · f5 – Czarny pionek · b4 – Biały pionek · d4 – Biały król · f4 – Biały pionek · c3 – Biały pionek | d6 – Czarny król · b5 – Czarny pionek · d5 – Czarny pionek · f5 – Czarny pionek · b4 – Biały pionek · d4 – Biały król · f4 – Biały pionek · c3 – Biały pionek | d6 – Czarny król · b5 – Czarny pionek · d5 – Czarny pionek · f5 – Czarny pionek · b4 – Biały pionek · d4 – Biały król · f4 – Biały pionek · c3 – Biały pionek | d6 – Czarny król · b5 – Czarny pionek · d5 – Czarny pionek · f5 – Czarny pionek · b4 – Biały pionek · d4 – Biały król · f4 – Biały pionek · c3 – Biały pionek | d6 – Czarny król · b5 – Czarny pionek · d5 – Czarny pionek · f5 – Czarny pionek · b4 – Biały pionek · d4 – Biały król · f4 – Biały pionek · c3 – Biały pionek | d6 – Czarny król · b5 – Czarny pionek · d5 – Czarny pionek · f5 – Czarny pionek · b4 – Biały pionek · d4 – Biały król · f4 – Biały pionek · c3 – Biały pionek | d6 – Czarny król · b5 – Czarny pionek · d5 – Czarny pionek · f5 – Czarny pionek · b4 – Biały pionek · d4 – Biały król · f4 – Biały pionek · c3 – Biały pionek | 5 |
| 4 | d6 – Czarny król · b5 – Czarny pionek · d5 – Czarny pionek · f5 – Czarny pionek · b4 – Biały pionek · d4 – Biały król · f4 – Biały pionek · c3 – Biały pionek | d6 – Czarny król · b5 – Czarny pionek · d5 – Czarny pionek · f5 – Czarny pionek · b4 – Biały pionek · d4 – Biały król · f4 – Biały pionek · c3 – Biały pionek | d6 – Czarny król · b5 – Czarny pionek · d5 – Czarny pionek · f5 – Czarny pionek · b4 – Biały pionek · d4 – Biały król · f4 – Biały pionek · c3 – Biały pionek | d6 – Czarny król · b5 – Czarny pionek · d5 – Czarny pionek · f5 – Czarny pionek · b4 – Biały pionek · d4 – Biały król · f4 – Biały pionek · c3 – Biały pionek | d6 – Czarny król · b5 – Czarny pionek · d5 – Czarny pionek · f5 – Czarny pionek · b4 – Biały pionek · d4 – Biały król · f4 – Biały pionek · c3 – Biały pionek | d6 – Czarny król · b5 – Czarny pionek · d5 – Czarny pionek · f5 – Czarny pionek · b4 – Biały pionek · d4 – Biały król · f4 – Biały pionek · c3 – Biały pionek | d6 – Czarny król · b5 – Czarny pionek · d5 – Czarny pionek · f5 – Czarny pionek · b4 – Biały pionek · d4 – Biały król · f4 – Biały pionek · c3 – Biały pionek | d6 – Czarny król · b5 – Czarny pionek · d5 – Czarny pionek · f5 – Czarny pionek · b4 – Biały pionek · d4 – Biały król · f4 – Biały pionek · c3 – Biały pionek | 4 |
| 3 | d6 – Czarny król · b5 – Czarny pionek · d5 – Czarny pionek · f5 – Czarny pionek · b4 – Biały pionek · d4 – Biały król · f4 – Biały pionek · c3 – Biały pionek | d6 – Czarny król · b5 – Czarny pionek · d5 – Czarny pionek · f5 – Czarny pionek · b4 – Biały pionek · d4 – Biały król · f4 – Biały pionek · c3 – Biały pionek | d6 – Czarny król · b5 – Czarny pionek · d5 – Czarny pionek · f5 – Czarny pionek · b4 – Biały pionek · d4 – Biały król · f4 – Biały pionek · c3 – Biały pionek | d6 – Czarny król · b5 – Czarny pionek · d5 – Czarny pionek · f5 – Czarny pionek · b4 – Biały pionek · d4 – Biały król · f4 – Biały pionek · c3 – Biały pionek | d6 – Czarny król · b5 – Czarny pionek · d5 – Czarny pionek · f5 – Czarny pionek · b4 – Biały pionek · d4 – Biały król · f4 – Biały pionek · c3 – Biały pionek | d6 – Czarny król · b5 – Czarny pionek · d5 – Czarny pionek · f5 – Czarny pionek · b4 – Biały pionek · d4 – Biały król · f4 – Biały pionek · c3 – Biały pionek | d6 – Czarny król · b5 – Czarny pionek · d5 – Czarny pionek · f5 – Czarny pionek · b4 – Biały pionek · d4 – Biały król · f4 – Biały pionek · c3 – Biały pionek | d6 – Czarny król · b5 – Czarny pionek · d5 – Czarny pionek · f5 – Czarny pionek · b4 – Biały pionek · d4 – Biały król · f4 – Biały pionek · c3 – Biały pionek | 3 |
| 2 | d6 – Czarny król · b5 – Czarny pionek · d5 – Czarny pionek · f5 – Czarny pionek · b4 – Biały pionek · d4 – Biały król · f4 – Biały pionek · c3 – Biały pionek | d6 – Czarny król · b5 – Czarny pionek · d5 – Czarny pionek · f5 – Czarny pionek · b4 – Biały pionek · d4 – Biały król · f4 – Biały pionek · c3 – Biały pionek | d6 – Czarny król · b5 – Czarny pionek · d5 – Czarny pionek · f5 – Czarny pionek · b4 – Biały pionek · d4 – Biały król · f4 – Biały pionek · c3 – Biały pionek | d6 – Czarny król · b5 – Czarny pionek · d5 – Czarny pionek · f5 – Czarny pionek · b4 – Biały pionek · d4 – Biały król · f4 – Biały pionek · c3 – Biały pionek | d6 – Czarny król · b5 – Czarny pionek · d5 – Czarny pionek · f5 – Czarny pionek · b4 – Biały pionek · d4 – Biały król · f4 – Biały pionek · c3 – Biały pionek | d6 – Czarny król · b5 – Czarny pionek · d5 – Czarny pionek · f5 – Czarny pionek · b4 – Biały pionek · d4 – Biały król · f4 – Biały pionek · c3 – Biały pionek | d6 – Czarny król · b5 – Czarny pionek · d5 – Czarny pionek · f5 – Czarny pionek · b4 – Biały pionek · d4 – Biały król · f4 – Biały pionek · c3 – Biały pionek | d6 – Czarny król · b5 – Czarny pionek · d5 – Czarny pionek · f5 – Czarny pionek · b4 – Biały pionek · d4 – Biały król · f4 – Biały pionek · c3 – Biały pionek | 2 |
| 1 | d6 – Czarny król · b5 – Czarny pionek · d5 – Czarny pionek · f5 – Czarny pionek · b4 – Biały pionek · d4 – Biały król · f4 – Biały pionek · c3 – Biały pionek | d6 – Czarny król · b5 – Czarny pionek · d5 – Czarny pionek · f5 – Czarny pionek · b4 – Biały pionek · d4 – Biały król · f4 – Biały pionek · c3 – Biały pionek | d6 – Czarny król · b5 – Czarny pionek · d5 – Czarny pionek · f5 – Czarny pionek · b4 – Biały pionek · d4 – Biały król · f4 – Biały pionek · c3 – Biały pionek | d6 – Czarny król · b5 – Czarny pionek · d5 – Czarny pionek · f5 – Czarny pionek · b4 – Biały pionek · d4 – Biały król · f4 – Biały pionek · c3 – Biały pionek | d6 – Czarny król · b5 – Czarny pionek · d5 – Czarny pionek · f5 – Czarny pionek · b4 – Biały pionek · d4 – Biały król · f4 – Biały pionek · c3 – Biały pionek | d6 – Czarny król · b5 – Czarny pionek · d5 – Czarny pionek · f5 – Czarny pionek · b4 – Biały pionek · d4 – Biały król · f4 – Biały pionek · c3 – Biały pionek | d6 – Czarny król · b5 – Czarny pionek · d5 – Czarny pionek · f5 – Czarny pionek · b4 – Biały pionek · d4 – Biały król · f4 – Biały pionek · c3 – Biały pionek | d6 – Czarny król · b5 – Czarny pionek · d5 – Czarny pionek · f5 – Czarny pionek · b4 – Biały pionek · d4 – Biały król · f4 – Biały pionek · c3 – Biały pionek | 1 |
|   | a | b | c | d | e | f | g | h |   |

Zugzwang – sytuacja w szachach, w której wykonanie ruchu powoduje natychmiastowe pogorszenie pozycji strony będącej na posunięciu.
Zugzwang występuje często w końcówkach.
W 1923 roku Aron Nimzowitsch wygrał partię z Friedrichem Sämischem, która jest określana jako nieśmiertelna partia zugzwangowa.
|   | a                                                      | b                                                      | c                                                      | d                                                      | e                                                      | f                                                      | g                                                      | h                                                      |   |
| 8 | d8 – Czarny król · d7 – Biały pionek · e6 – Biały król | d8 – Czarny król · d7 – Biały pionek · e6 – Biały król | d8 – Czarny król · d7 – Biały pionek · e6 – Biały król | d8 – Czarny król · d7 – Biały pionek · e6 – Biały król | d8 – Czarny król · d7 – Biały pionek · e6 – Biały król | d8 – Czarny król · d7 – Biały pionek · e6 – Biały król | d8 – Czarny król · d7 – Biały pionek · e6 – Biały król | d8 – Czarny król · d7 – Biały pionek · e6 – Biały król | 8 |
| 7 | d8 – Czarny król · d7 – Biały pionek · e6 – Biały król | d8 – Czarny król · d7 – Biały pionek · e6 – Biały król | d8 – Czarny król · d7 – Biały pionek · e6 – Biały król | d8 – Czarny król · d7 – Biały pionek · e6 – Biały król | d8 – Czarny król · d7 – Biały pionek · e6 – Biały król | d8 – Czarny król · d7 – Biały pionek · e6 – Biały król | d8 – Czarny król · d7 – Biały pionek · e6 – Biały król | d8 – Czarny król · d7 – Biały pionek · e6 – Biały król | 7 |
| 6 | d8 – Czarny król · d7 – Biały pionek · e6 – Biały król | d8 – Czarny król · d7 – Biały pionek · e6 – Biały król | d8 – Czarny król · d7 – Biały pionek · e6 – Biały król | d8 – Czarny król · d7 – Biały pionek · e6 – Biały król | d8 – Czarny król · d7 – Biały pionek · e6 – Biały król | d8 – Czarny król · d7 – Biały pionek · e6 – Biały król | d8 – Czarny król · d7 – Biały pionek · e6 – Biały król | d8 – Czarny król · d7 – Biały pionek · e6 – Biały król | 6 |
| 5 | d8 – Czarny król · d7 – Biały pionek · e6 – Biały król | d8 – Czarny król · d7 – Biały pionek · e6 – Biały król | d8 – Czarny król · d7 – Biały pionek · e6 – Biały król | d8 – Czarny król · d7 – Biały pionek · e6 – Biały król | d8 – Czarny król · d7 – Biały pionek · e6 – Biały król | d8 – Czarny król · d7 – Biały pionek · e6 – Biały król | d8 – Czarny król · d7 – Biały pionek · e6 – Biały król | d8 – Czarny król · d7 – Biały pionek · e6 – Biały król | 5 |
| 4 | d8 – Czarny król · d7 – Biały pionek · e6 – Biały król | d8 – Czarny król · d7 – Biały pionek · e6 – Biały król | d8 – Czarny król · d7 – Biały pionek · e6 – Biały król | d8 – Czarny król · d7 – Biały pionek · e6 – Biały król | d8 – Czarny król · d7 – Biały pionek · e6 – Biały król | d8 – Czarny król · d7 – Biały pionek · e6 – Biały król | d8 – Czarny król · d7 – Biały pionek · e6 – Biały król | d8 – Czarny król · d7 – Biały pionek · e6 – Biały król | 4 |
| 3 | d8 – Czarny król · d7 – Biały pionek · e6 – Biały król | d8 – Czarny król · d7 – Biały pionek · e6 – Biały król | d8 – Czarny król · d7 – Biały pionek · e6 – Biały król | d8 – Czarny król · d7 – Biały pionek · e6 – Biały król | d8 – Czarny król · d7 – Biały pionek · e6 – Biały król | d8 – Czarny król · d7 – Biały pionek · e6 – Biały król | d8 – Czarny król · d7 – Biały pionek · e6 – Biały król | d8 – Czarny król · d7 – Biały pionek · e6 – Biały król | 3 |
| 2 | d8 – Czarny król · d7 – Biały pionek · e6 – Biały król | d8 – Czarny król · d7 – Biały pionek · e6 – Biały król | d8 – Czarny król · d7 – Biały pionek · e6 – Biały król | d8 – Czarny król · d7 – Biały pionek · e6 – Biały król | d8 – Czarny król · d7 – Biały pionek · e6 – Biały król | d8 – Czarny król · d7 – Biały pionek · e6 – Biały król | d8 – Czarny król · d7 – Biały pionek · e6 – Biały król | d8 – Czarny król · d7 – Biały pionek · e6 – Biały król | 2 |
| 1 | d8 – Czarny król · d7 – Biały pionek · e6 – Biały król | d8 – Czarny król · d7 – Biały pionek · e6 – Biały król | d8 – Czarny król · d7 – Biały pionek · e6 – Biały król | d8 – Czarny król · d7 – Biały pionek · e6 – Biały król | d8 – Czarny król · d7 – Biały pionek · e6 – Biały król | d8 – Czarny król · d7 – Biały pionek · e6 – Biały król | d8 – Czarny król · d7 – Biały pionek · e6 – Biały król | d8 – Czarny król · d7 – Biały pionek · e6 – Biały król | 1 |
|   | a                                                      | b                                                      | c                                                      | d                                                      | e                                                      | f                                                      | g                                                      | h                                                      |   |